# Dionysius Isa Gürbüz
Mor Dionysius Isa Gürbüz is aartsbisschop van de Syrisch-orthodoxe Kerk van Antiochië in Zwitserland en Oostenrijk.
Hij is geboren in 1964 in Keferze (Altıntaş), in Tur Abdin, Turkije. Zijn theologische studie was aan het seminaris in het klooster van Mor Gabriel. Hij werd monnik in 1985. Later ging hij naar de Verenigde Staten voor een hogere studie. In 1989 werd hij naar Damascus gestuurd om de Syrische liturgie aan het Mor Ephrem theologische seminaris te onderwijzen. Twee jaar later werd hij door patriarch Mor Ignatius Zakka I Iwas tot priester gewijd. Voor de drie daaropvolgende jaren diende hij de Syrisch-orthodoxe Kerk in Egypte. In 1993 stelde de patriarch hem aan als rector van het Mor Ephrem seminaris en hij bleef in deze positie tot 1996. In september 1996 werd Isa Gürbüz tot metropoliet en secretaris van de patriarch gewijd. Op 18 mei 1997 werd aartsbisschop Gürbüz de metropoliet van het aartsbisdom van Duitsland waar hij voor negen jaren verbleef. 
In januari 2006 werd Gürbüz als de eerste patriarchaal vicaris voor het later gevormde aartsbisdom van Zwitserland en Oostenrijk aangesteld. 